# Mistrzostwa Słowacji w Skokach Narciarskich 1999
Mistrzostwa Słowacji w Skokach Narciarskich 1999 – zawody w skokach narciarskich, przeprowadzone 13 i 14 lutego 1999 roku w Szczyrbskim Jeziorze (konkursy na skoczni normalnej) oraz 27 marca 1999 w miejscowości Králiky (skocznia duża) w celu wyłonienia indywidualnego i drużynowego mistrza Słowacji.
Konkursy na skoczni normalnej rozegrano 13 i 14 lutego 1999 roku na obiekcie MS 1970 B w Szczyrbskim Jeziorze. W rywalizacji indywidualnej zwyciężył Martin Mesík, który oddał skoki na odległość 84 i 86 metrów, za które otrzymał łączną notę 211,5 pkt. Drugi był Dušan Oršula (85 i 85,5 m; 209,5 pkt.), a trzeci był Michal Pšenko (82 i 85 m; 206,5 pkt.). W konkursie drużynowym zwyciężył zespół LKS Dukla Banská Bystrica I w składzie Rastislav Leško, Dušan Oršula i Martin Mesík, który zdobył 629,5 pkt. Srebrny medal zdobył klub ŠKP Štrbské Pleso (588,5 pkt.), a brązowy druga drużyna klubu LKS Dukla Banská Bystrica (587,5 pkt.).
Konkurs na skoczni dużej rozegrano 27 marca 1999 roku na obiekcie wchodzącym w skład kompleksu Skokanské Mostíky Dukla w miejscowości Králiky. Był on jednocześnie 4. konkursem o Puchar Burmistrza Miasta Bańska Bystrzyca, w którym uczestniczyli skoczkowie z 4 krajów. W rywalizacji międzynarodowej pierwsze 4 pozycje zajęli Czesi: Jakub Jiroutek (1. miejsce; 271,8 pkt.), Jakub Sucháček (2. pozycja; 268,5 pkt.), Jakub Janda (3. miejsce; 246,6 pkt.) i Jaroslav Sakala (4. pozycja; 245,3 pkt.). 5. miejsce zajął najlepszy ze Słowaków – Matej Uram (224,6 pkt.), który tym samym zdobył złoty medal mistrzostw Słowacji. Pozostałe miejsca na podium mistrzostw Słowacji zajęli Michal Pšenko (srebrny medal) i Dušan Oršula (brąz).
Ponadto w ramach konkursów indywidualnych na obu skoczniach rozdano medale mistrzostw Słowacja juniorów – w obu przypadkach złoty medal zdobył Michal Pšenko.

## Medaliści
| Konkurs                        | Złoto                                                                          | Srebro                                                                 | Brąz                                                                        |
| ------------------------------ | ------------------------------------------------------------------------------ | ---------------------------------------------------------------------- | --------------------------------------------------------------------------- |
| indywidualny skocznia normalna | Martin Mesík                                                                   | Dušan Oršula                                                           | Michal Pšenko                                                               |
| indywidualny skocznia duża     | Matej Uram                                                                     | Michal Pšenko                                                          | Dušan Oršula                                                                |
| drużynowy skocznia normalna    | LKS Dukla Banská Bystrica I 1. Rastislav Leško 2. Dušan Oršula 3. Martin Mesík | ŠKP Štrbské Pleso 1. Martin Novoroľník 2. Filip Kafka 3. Michal Pšenko | LKS Dukla Banská Bystrica II 1. Andrej Nikel 2. Matej Uram 3. Peter Schlank |